# 血族 (电视剧)
《血族》（英語：The Strain，又译《嗜血菌株》）是美国FX频道于2014年7月13日开播的一部惊悚类电视剧。吉尔摩·德尔·托罗和恰克·霍干（Chuck Hogan）担任该剧编剧，剧情改编自同名吸血怪物类小说。剧中出现的吸血怪物斯特里戈伊，出自罗马尼亚传说。全剧一共4季，试播集曾于2014年6月初在德州奧斯汀的ATX电视节上公映，最后一季于2017年播出。

## 剧情概要
在肯尼迪国际机场，一架客机在降落后发生了怪异的事情，信号联络中断了，所有的灯和门都被紧紧关上，刚熄火不久的引擎并没有一丝热气，且本应满载乘客的机舱内并未任何声响。由于担心发生了生物武器类恐怖袭击，机场方面叫来疾控专家艾弗莱姆·古德维泽（Ephraim Goodweather）带队进入机内勘察。他们发现机上的大批乘客均离奇死亡，而仅有的4位突然醒来的幸存者则对发生过什么事情一无所知。被紧急隔离的包括机长在内的4位幸存者经初步检查后并未发现异样，于是获得了可自由离开隔离区的允许。而机上的其余200余尸体则被转移到一处看管松懈的尸检房。一位犹太老人亚伯拉罕·赛特拉基（Abraham Setrakian）曾找到古德维特医生并警告他必须马上照他说的去做才能避免一场危机，且幸存的4人也必须马上处死。艾弗莱姆·古德维泽医生并未相信他说的话。
不久后，停尸间的尸体都突然诈尸成为一种叫做“斯特里戈伊”的吸血怪物并袭击了验尸员，并在一夜之间集体失踪不见。而幸存者也慢慢开始出现奇怪的病症，直至变成嗜血的怪物。被吸血怪物噬咬的人类也变成了吸血怪物，而由人转变的吸血怪物会首先去袭击自己最亲爱的人。如多数灾难片中所演的一样，政府部门草率处理危机，而且并未注意到这些明显的异象。一场危机即将降临到这个城市。
一方面，斯特里戈伊中的托马斯·埃科斯特（Thomas Eichhorst）和年迈的石心集团富豪艾德里奇·帕莫（Eldritch Palmer）勾结，将斯特里戈伊們的始祖送到了美国本土，准备共同计划一场让吸血怪物征服美国的阴谋。另一方面，艾弗莱姆·古德维泽等人一直不愿认同政府对事件的草率定性，在独自进行自己的调查。他们遭遇并杀死了一个由人类异变的吸血怪物后，进一步发现了问题的严重性。而犹太老人亚伯拉罕·赛特拉基曾是斯特里戈伊們不共戴天的敌人，他在劝说政府无果的情况下，做好独自去消灭能碰到的怪物的准备。艾弗莱姆·古德维泽3人组、亚伯拉罕·赛特拉基以及其它几位主角在调查和打怪的途中陆续相遇，组成了一支对抗斯特里戈伊、拯救人类的小队。
60多年前，德国纳粹毁掉了犹太人亚伯拉罕·赛特拉基原本幸福的家，后来出现的斯特里戈伊又破坏了他的新家。亚伯拉罕·赛特拉基曾花费多年时间追杀斯特里戈伊，斯特里戈伊们夺去了他所珍爱的一切，他的妻子也被斯特里戈伊转化为怪物。后来打听不到斯特里戈伊的消息后，他便暂时隐退江湖，心灰意冷地来到美国，在纽约经营一家当铺，带着随时准备复仇的心，无亲无故地生活至今。曾帮托马斯·埃科斯特干活的街头阿飞古斯（Augustin "Gus" Elizalde）在见证自己的亲人都变成怪物后，也狠下开始了自己的灭怪之旅，后来被属于正义一方的沃恩（Vaun）抓走培养成为白日战士，协助无法在白天活动的它们继续消灭怪物。女黑客达齐·维德斯（Dutch Velders）曾被富豪艾德里奇·帕莫利用和收买，把整个因特网和手机网络搞得几乎瘫痪，后加入了主角的灭怪小队。艾弗莱姆·古德维泽是一名在疾控中心工作的极富有同情心的模范医生，平时由于专注于工作，疏远了自己的家人。在这场危机中，他在自己的家庭和工作之间做着艰难的选择。由于人一旦被怪物的血液感染后就无药可医，从不主张放弃治疗患者的他，这回也不得不走上一条杀戮之路。

## 演员
| 演員             | 人物                                                       | 登場季數 | 登場季數 | 登場季數 | 登場季數 |          |
| 演員             | 人物                                                       | 1        | 2        | 3        | 4        |          |
| 主要角色         | 主要角色                                                   | 主要角色 | 主要角色 | 主要角色 | 主要角色 | 主要角色 |
| ---------------- | ---------------------------------------------------------- | -------- | -------- | -------- | -------- | -------- |
| 寇瑞·斯托尔      | 艾弗莱姆·古德维泽（Ephraim Goodweather）血宗（The Master） | 主演     | 主演     | 主演     | 主演     | 44       |
| 寇瑞·斯托尔      | 艾弗莱姆·古德维泽（Ephraim Goodweather）血宗（The Master） |          |          |          | 主演     | 1        |
| 大卫·布拉德利    | 亚伯拉罕·赛特拉基（Abraham Setrakian）                     | 主演     | 主演     | 主演     | 主演     | 41       |
| 米娅·麦斯托      | 诺拉·玛提尼斯（Nora Martinez）                             | 主演     | 主演     |          |          | 26       |
| 凯文·杜兰        | 瓦西里·费特（Vasiliy Fet）                                 | 主演     | 主演     | 主演     | 主演     | 40       |
| 茹塔·格敏塔      | 达齐·维德斯（Dutch Velders）                               | 常設     | 主演     | 主演     | 主演     | 31       |
| 乔纳森·海德      | 艾德里奇·帕莫（Eldritch Palmer）血宗（The Master）         | 主演     | 主演     | 主演     |          | 29       |
| 乔纳森·海德      | 艾德里奇·帕莫（Eldritch Palmer）血宗（The Master）         |          |          | 主演     | 主演     | 7        |
| 理查·萨缪尔      | 托马斯·埃科斯特（Thomas Eichhorst）                        | 主演     | 主演     | 主演     | 主演     | 41       |
| 娜塔莉亚·布朗    | 凯莉·古德维泽（Kelly Goodweather）                         | 主演     | 主演     | 主演     | 客串     | 23       |
| 杰克·凯西        | 加百列·玻利瓦尔（Gabriel Bolivar）血宗（The Master）       | 主演     | 主演     |          |          | 13       |
| 杰克·凯西        | 加百列·玻利瓦尔（Gabriel Bolivar）血宗（The Master）       |          | 主演     | 常設     |          | 3        |
| 羅賓·阿特金·唐斯 | 血宗（The Master）聲音演出                                 | 主演     | 主演     | 主演     | 主演     | 29       |
| 本·海兰          | 扎克·古德维泽（Zach Goodweather）                          | 主演     |          |          |          | 13       |
| 馬克斯·查爾斯    | 扎克·古德维泽（Zach Goodweather）                          |          | 主演     | 主演     | 主演     | 21       |
| 米古尔·戈梅兹    | 奥古斯丁·伊利扎得（Augustin "Gus" Elizalde）               | 主演     | 主演     | 主演     | 主演     | 29       |
| 肖恩·阿斯廷      | 金·肯特（Jim Kent）                                        | 主演     | 客串     |          |          | 9        |
| 魯伯·潘瑞-瓊斯   | 昆蘭（Mr. Quinlan）                                        |          | 主演     | 主演     | 主演     | 22       |
| 薩曼莎·馬西斯    | 賈斯汀（Justine Feraldo）                                  |          | 常設     | 主演     |          | 13       |
| 華金凱西歐       | 安吉尔·烏爾·塔多（Angel Guzman Hurtado）                   |          | 常設     | 主演     |          | 13       |
| 常設角色         |                                                            |          |          |          |          |          |
| 裴多·米格·阿斯   | 菲利克斯（Felix）                                          | 常設     |          |          |          | 4        |
| 罗格·克罗斯      | 菲兹·威廉斯（Reggie Fitzwilliam）                          | 常設     | 常設     |          |          | 12       |
| 乔纳森·坡茨      | 多伊尔·雷菲恩（Doyle Redfern）                             | 常設     |          |          |          | 3        |
| 罗伯特·马里特    | 薩爾多（Jusef Sardu）及血宗（The Master）                  | 常設     | 常設     |          | 客串     | 12       |
| 安妮·貝當古      | 瑪麗拉·馬丁內斯（Mariela Martinez）                        | 常設     |          |          |          | 6        |
| 因加             | 黛安（Diane）                                              | 常設     |          |          |          | 4        |
| 萊斯利·霍普      | 瓊·拉斯（Joan Luss）                                       | 常設     |          |          |          | 4        |
| 丹尼爾·卡什      | 埃弗雷特·巴恩斯（Dr. Everett Barnes）                      | 常設     | 常設     |          |          | 9        |
| 斯蒂芬           | 沃恩（Vaun）                                               | 常設     |          |          |          | 5        |
| 梅勒妮·麥可斯基  | 西爾維亞·肯特（Sylvia Kent）                               | 常設     |          |          |          | 2        |
| 德魯·納爾遜      | 馬特·塞爾斯（Matt Sayles）                                 | 常設     |          |          |          | 6        |
| 布倫達           | 保羅（Pauline McGeever）                                   |          | 常設     |          |          | 3        |
| 羅恩·加拿大      | 喬治·萊爾（George Lyle）                                   |          | 常設     |          |          | 6        |
| 麗茲             | 馬爾尚（Coco Marchand）                                    |          | 常設     |          |          | 9        |
| 湯姆·坎普        | 麥克納·馬拉（Cardinal McNamara）                           |          | 常設     |          |          | 2        |
| 保利諾努內斯     | 弗蘭克·科瓦爾斯基（Frank Kowalski）                        |          | 常設     | 常設     |          | 8        |
| 奧利沃           | 凱特·羅傑斯（Kate Rodgers）                                |          |          | 常設     |          | 2        |
| 卡斯·安瓦爾      | 桑傑·德賽（Sanjay Desai）                                  |          |          | 常設     | 常設     | 10       |
| 羅納·米特拉      | 夏洛特（Charlotte）                                        |          |          |          | 常設     | 4        |
| 安吉尔·派克      | 亞歷克斯（Alex Green）                                     |          |          |          | 常設     | 7        |

## 制作

### 背景
早在2006年，吉尔摩·德尔·托罗就提议设置一部叫《血族》的电视剧，但是福克斯廣播公司网络部总裁坚持认为要拍也要当喜剧拍时，事情也就随即告吹。有人提议不如先把灵感进一步发挥一下，先写成一套小说。吉尔摩·德尔·托罗在邀请恰克·霍干（Chuck Hogan）一起写剧本时，曾说：“我写过不少英语和西班牙语短篇故事，我也写过剧本，但我不擅长写律政类小说。我不熟悉灾难应急处理（Hazmat）的相关术语，也不太好把握那种《CSI》式的精准之感。布莱姆·斯托克在写《德古拉》时，手法就颇具现代节奏感，那部小说读起来有种“CSI式”的感觉。我也想给《血族》一种专业且快节奏的感觉，让每个细节看起来都有真实感。”吉尔摩·德尔·托罗拿出了1份12页的故事草案，恰克·霍干在读过一页半后认可了他的想法。两人在第一年合作时，还并未签署任何合作出版协议。系列故事的第一部名为《血族》，于2009年出版；第二部名为《陷落》（The Fall），于2010年出版；第三部名为《永夜》（The Night Eternal），于2011年出版。
小说第一部出版后，开始有公司伸出橄榄枝，希望能买下影视作品改编的版权。但吉尔摩·德尔·托罗和恰克·霍干因为不希望影视剧的改编影响到他们继续写作，从而没有在当时签下这类协议。直到第三部出版后，作者才开始和表达过意愿的每家影视公司一一接洽。最后，FX电视网被选为最合适的公司，因为他们想拍的戏最接近原著情节。同时FX也支持作者的想法，即希望把《血族》拍摄成3到5季可以完结的剧。2013年11月19日，FX为第一季预定了13集的制作计划，并宣布了首播时间为2014年7月。
关于剧集长度，吉尔摩·德尔·托罗说前2部小说可以每一部拍一季，第3部可以分成2季或者3季拍。FX总裁约翰·兰德格拉夫（John Landgraf）表示剧集的长度将会控制到“39到65集之间，不多出，也不会少于”，还说“如果一部剧集刚好能够在最佳长度完结不知效果会怎样？”（"What if a television show could be just the length that is optimal for that story?"）。
关于摄制风格，吉尔摩·德尔·托罗表示：“大体来讲，我想试着按我自己拍电影的那种方式去拍，就是说要设法使其呈现出一种真实感。但是就是追求真实感的拍法，本身也演化出了模式呆板的套路。我要拍的那种不是像《CSI》或《火线》那样的感觉，虽说那些也算是颇有真实感的，但还是掺杂了一点模式化的感觉。我们的摄像机会以极富真实感的角度去拍摄。虽然这部剧并不是纪录片，但我们仍想用尽可能写实的角度去拍摄。整部剧的大体外貌已经有很好的定位了，而摄制的方式和剧情细节的展开方式可以随时灵活调整。观众将会在沉浸于真实感中后，又一点点一点点地过度到另一种经典恐怖片的感觉。那种经典恐怖镜头的摄制角度也早已模式化，由平稳移动的摄像机拍摄，画面渲染有浓厚的悬疑气氛。所以我们采用是一种新旧结合的混合风格。我觉得现在电视荧幕上这种混合风格的剧并不多见。”

### 选角
剧中饰演犹太老人的英国演员大卫·布拉德利坦言这还是自己第一次饰演荧幕大英雄，并且感觉很爽。此前他女儿还经常问他：“爸爸，你在各种片子中演的角色怎么老是死掉？”。饰演“血宗”的大块头演员罗伯特·马里特（Robert Maillet）曾参演过同样由吉尔默制作的电影《环太平洋》。不过作为惊悚片大反派，剧中“血宗”的造型并不成功，观众评论多倾向于认为该造型非常滑稽，毫无恐怖感。
剧中原创角色女黑客达齐·维德斯的故事创作由2位编剧负责，在剧中饰演该角色的演员茹塔·格敏塔有幸成为其人物创作者之一。在第10集中，另一位编剧本打算借着达齐·维德斯在剧中被男主角赶走的机会彻底撵走这个人物，但在茹塔·格敏塔的要求下，该角色后在第12集中得以回归到故事中。

### 名稱
剧名“The Strain”是一语双关，既有“血怪”或是“菌株”之意，也有“束缚”或“羁绊”之意。因为由人类转变而成的斯特里戈伊会优先寻找自己的亲人下手，吸食至亲之人的血液。而人一旦被这种怪物无意间伤到，就迟早也会转化成怪物，无药可救。亲情的铺垫贯穿全剧，是剧中一个斩不断的纽带。剧中人物艾德里奇·帕莫（Eldritch Palmer）的名字源自美国作家菲利普·狄克发表于1965年的科幻小说《帕莫·艾德里希的三道圣痕》。乌克兰裔捕鼠师傅的斯拉夫语名字“瓦西里”为希腊语名“Basil”(希臘語：Βασίλειος)之变体，含义是“高贵、勇敢并富有骑士精神”（"royal, kingly, brave, valiant, chivalrous"）。这个名字也曾传入阿拉伯语，有相似的含义。

### 摄制
首集大部分场景摄制于加拿大多伦多。剧中用的12把剑由刀剑公司Zombie Tools提供。

### 音乐
音乐由曾为美国电视剧《越狱》和电影《环太平洋》配乐的乐师拉民·贾瓦迪负责制作。

### 市场宣传
原先的标志性海报是一幅易引起反感的画。画有一只细长的寄生虫从人眼中钻出，而寄生虫正是剧中吸血怪物传染人类的致病媒介。后由于受到不少来自公众舆论的抱怨，FX电视台宣布会适当地将其贴出的某些宣传画替换掉。

## 集数
| 季数 | 季数 | 集数 | 首播时间      | 首播时间       |
| 季数 | 季数 | 集数 | 季首          | 季末           |
| ---- | ---- | ---- | ------------- | -------------- |
|      | 1    | 13   | 2014年7月13日 | 2014年10月5日  |
|      | 2    | 13   | 2015年7月12日 | 2015年10月4日  |
|      | 3    | 10   | 2016年8月28日 | 2016年10月30日 |
|      | 4    | 10   | 2017年7月16日 | 2017年9月17日  |

## 评价
本剧总体评价尚可，但是后劲不足。其IMDB评分在开播时为中档偏上的8.3分，到剧终后则降至平庸的7.5分左右。该剧特色主要在于它突破了当时吸血鬼题材作品向偶像剧发展的趋势，强化了恐怖、惊悚和重口味等传统风格，让邪典电影爱好者们眼前一亮。该剧的镜头和特效也获得认可。故事中的人怪混血人物昆兰（Mr. Quinlan）广受观众喜爱。但与此同时，本剧也因节奏拖沓、剧情发展不够合理、人物愚钝、人物塑造不够成功而为不少观众所诟病。男一号的儿子扎克因为总是给人添麻烦，成为观众最讨厌的角色。

## 節目變遷
| 香港無綫電視明珠台 星期三 22:35/22:40-23:30/23:35 · 3月25日 22:30-00:00 | 香港無綫電視明珠台 星期三 22:35/22:40-23:30/23:35 · 3月25日 22:30-00:00 | 香港無綫電視明珠台 星期三 22:35/22:40-23:30/23:35 · 3月25日 22:30-00:00 |
| ----------------------------------------------------------------------- | ----------------------------------------------------------------------- | ----------------------------------------------------------------------- |
|                                                                         | （第一季） （2015.03.25 - 2015.06.17）                                  |                                                                         |
| 心計（第六季） （2014.10.15 - 2015.03.18）                              | 異種（第一季） （2015.06.24 - 2015.09.16）                              |                                                                         |
| 星期三 22:35/22:40-23:35 12月23日 22:35-23:50 2月10日 暫停播映          |                                                                         |                                                                         |
| 天幕圍城（第二季） （2015.09.23 - 2015.12.16）                          | （第二季） （2015.12.23 - 2016.03.23）                                  | 逆天潛能 （2016.03.30 - 2016.08.24）                                    |
| 星期三 22:40-23:35                                                      |                                                                         |                                                                         |
| 辛普森殺妻案 （2016.08.31 - 2016.11.02）                                | （第三季） （2016.11.09 - 2017.01.11）                                  | 女超人（第二季） （2017.01.18 - 2017.06.14）                            |
| 無間諜戰（第二季） （2017.06.27 - 2017.11.15）                          | 血變（第四季） （2017.11.22 - 2018.01.24）                                  | 女超人（第三季） （2018.01.31 - ）                                      |